# Муунрейкър
„Муунрейкър“ е единадесетият филм от поредицата за Джеймс Бонд и четвърти с Роджър Мур в ролята на агент 007. Сценарият на филма е адаптиран по едноименната книга на Иън Флеминг от 1955 г.

## Сюжет
Внимание:  Текстът по-долу разкрива сюжета на произведението (или части от него)!
По време на транспортирането е отвлечена космическата совалка „Муунрейкър“, собственост на Хуго Дракс. Дракс е богат индустриалец, занимаващ се с производство на авиационни и космически технически средства.
Британското правителство изпраща за разследване на случая най-добрия агент на МИ-6 Джеймс Бонд. Едва започвайки работа, Бонд се сблъсква с постоянните опити да го убият. Подозирайки, че всички тези покушения са организирани от Дракс, Бонд осъзнава, че собственикът на „Муунрейкър“ е замислил нещо лошо.
Неоценима помощ на Бонд в борбата му срещу грандиозния злодейски план на Дракс е готова да окаже очарователната Холи Гудхед. Официално тя работи във фабриката на Дракс като научен сътрудник, но всъщност е агент от ЦРУ…

## В ролите
| Актьор          | Роля                                                                                            |
| --------------- | ----------------------------------------------------------------------------------------------- |
| Роджър Мур      | Джеймс Бонд                                                                                     |
| Майкъл Лонсдейл | Хуго Дракс                                                                                      |
| Лоис Чайлз      | Холи Гудхед, агент на ЦРУ                                                                       |
| Бърнард Ли      | „М“, шефът на МИ-6                                                                              |
| Лоис Максвел    | мис Мънипени, секретарка на „М“                                                                 |
| Десмонд Левелин | „Q“, началник на технически отдел на МИ-6, създател на много невероятни устройства за агент 007 |
| Ричард Кил      | Убиецът по прякор „Челюсти“ (Jaws)                                                              |
| Корин Клери     | Корин Дюфор, личен пилот на Дракс, по-късно убит по негова заповед                              |
| Джефри Кин      | Фредерик Грей, министър на отбраната на Обединеното кралство                                    |
| Уолтер Готел    | генерал Гогол, ръководител на КГБ                                                               |
| Емилия Болтън   | Мануела, агент на МИ-6 в Рио де Жанейро                                                         |
| Бланш Равалек   | Доли, малката приятелка на убиеца „Челюсти“                                                     |

## Музика на филма
Саундтракът към филма е написан от композитора Джон Бари. „Главната“ песен изпълнява Шърли Беси, въпреки че като друг изпълнител е бил разглеждан Франк Синатра. Беси е единствената певица, която три пъти изпълнява „главните“ песни във филми за Джеймс Бонд.
В сравнение с други филми от „бондиана“ „Муунрейкър“ е наситен с класическа музика. Например когато Бонд за пръв път среща Дракс в замъка му, Дракс свири „Прелюдия“ от Фредерик Шопен. По време на преминаването на Бонд на „гондола на въздушна възглавница“ през площада Сан Марко във Венеция звучи „Полка“ от Йохан Щраус (баща). Когато наемният убиец, хвърлен от Бонд, се „приземява“ в рояла, оркестърът свири музика от операта „Палячи“ на Руджеро Леонкавало. Но най-романтично изглежда първата среща на убиеца „Челюсти“, с неговата малка възлюбена под музиката на Пьотър Чайковски (от балета „Ромео и Жулиета“).

## Интересни факти
- Тайната лаборатория на Дракс във Венеция се отваря от Джеймс Бонд чрез аудиокод, известен като „извънземната мелодия“ на друг блокбъстър от времето – на филма „Близки срещи от третия вид“: (ла-диез (втора октава), до (трета октава), сол-диез (втора октава), сол-диез (първа октава), ре-диез (втора октава).
- Във филма за първи път е показана космическа совалка. При това филмът е прожектиран до първия полет със совалката, който се състои едва през 1981 г.
- Във филма има много фантастични устройства, свързани с космоса – „лазерни“ пистолети, „изкуствена“ гравитация, „бойни отряди“ от астронавти, огромна „космическа станция“. Вероятно всичко е заимствано от друг известен блокбъстър на времето – легендарния филм „Междузвездни войни: Епизод IV - Нова надежда“, който е представен две години по-рано.
- Джеймс Бонд отново се изправя пред огромния убиец „Челюсти“, който преди това е персонаж в предишния филм на „бондиана“ – „Шпионинът, който ме обичаше“. Въпреки това в този филм те се разделят като приятели.
- Епизодът, когато Бонд се бие с изпратените убийци японци в музея на стъклото във Венеция, разбивайки витрини и вази, е използван в адаптиран вид в клипа на Мадона „Die Another Day“ (песента е „основната“ в едноименния филм за приключенията на агент 007).
- През 1999 г. режисьорът Джей Роуч създава филм пародия, базиран на филма „Муунрейкър“ и „Шпионинът, който ме обичаше“. Това е вторият филм за приключенията на супершпионина Остин Пауърс – „Остин Пауърс: Шпионинът любовник“, като в ролята на Пауърс е Майк Майърс.

1. ↑  www.boxofficemojo.com //  Box Office Mojo.   Посетен на 23 април 2023 г.